# Al-Kahf
Al-Kahf (La Caverna) è la diciottesima Sura del Corano, una sura meccana composta da 110 versetti. La sura prende il nome dai "Compagni della Caverna", un gruppo di giovani uomini che trovarono rifugio in una caverna e dormirono miracolosamente per molti anni. La sura è ricca di narrazioni e lezioni morali, e viene frequentemente recitata dai musulmani il venerdì per protezione contro le prove e le tribolazioni dell'Anticristo (Dajjal).

## Contenuto

### Introduzione e Elogio al Corano
Versetti 1-8: La sura inizia lodando Allah e dichiarando la perfezione del Corano come rivelazione divina. Viene sottolineata l'importanza della rivelazione e la responsabilità di Muhammad come messaggero. Si menziona anche il tema della prova, con il mondo materiale descritto come una decorazione destinata a scomparire.

### I Compagni della Caverna
Versetti 9-26: La storia centrale della sura narra dei Compagni della Caverna. Questi giovani, perseguitati per la loro fede, si rifugiarono in una caverna dove Allah li fece addormentare per molti anni. Al loro risveglio, il contesto era cambiato e la loro fede fu riconosciuta e rispettata. Questa narrazione illustra la potenza di Allah e la protezione accordata ai veri credenti.

### La Parabola dei Due Giardini
Versetti 32-44: Un'altra storia significativa della sura è quella dei due uomini e dei loro giardini. Uno di essi era ricco e arrogante, mentre l'altro era povero ma devoto. Il ricco fu punito per la sua arroganza quando i suoi giardini furono distrutti, insegnando che la ricchezza materiale è effimera e la fede in Allah è il vero tesoro.

### Mosè e il Servitore di Allah
Versetti 60-82: Questa sezione narra l'incontro tra Mosè (Musa) e un uomo saggio, spesso identificato come Khidr. Mosè desiderava apprendere da lui, e Khidr acconsentì a condizione che Mosè non facesse domande sulle sue azioni finché non le avesse spiegate. Gli eventi che seguirono mostrarono la saggezza e il piano divino dietro azioni apparentemente incomprensibili, insegnando la pazienza e la fiducia in Allah.

### Dhul-Qarnayn e Gog e Magog
Versetti 83-98: La sura racconta anche la storia di Dhul-Qarnayn, un sovrano giusto e potente che viaggiò fino ai confini della terra. Egli costruì una grande barriera per proteggere un popolo dagli attacchi di Gog e Magog. Questa narrazione evidenzia la giustizia, la saggezza e la protezione divina.

### Conclusione e Riflessioni Finali
Versetti 99-110: La sura si conclude con riflessioni sull'ora del Giudizio e l'importanza della fede e delle buone azioni. Viene ribadito che le ricompense eterne sono per coloro che credono e compiono opere virtuose, mentre gli arroganti e i miscredenti affronteranno la punizione divina.

## Analisi
La Sura Al-Kahf è particolarmente venerata per le sue profonde lezioni morali e spirituali. Viene recitata frequentemente il venerdì come protezione contro le tribolazioni, in particolare quelle associate all'Anticristo. Le storie dei Compagni della Caverna, dei due giardini, di Mosè e Khidr, e di Dhul-Qarnayn offrono insegnamenti su come affrontare le sfide della vita con fede, pazienza e fiducia nella giustizia divina. La sura invita i credenti a riflettere sulla transitorietà della vita terrena e sull'importanza di prepararsi per l'aldilà attraverso la fede e le opere virtuose.